# Hemicyonidae
Os Hemicyonidae são um grupo de mamíferos extintos da Ordem Carnivora e subordem Caniformia, considerados como os prováveis ancestrais dos Ursídeos (Ursidae). Apesar de relacionados aos ursos possuíam um aspecto semelhante aos cães. Descendem dos Amphicynodontidae, e são os prováveis ancestrais dos Ursidae. Este trio de famílias forma a superfamília dos Ursoidea.

## Taxonomia
- Família Hemicyoninae Frick, 1926
  - Gênero "Cephalogale"
    - "Cephalogale" minor - Oligoceno Superior, Quercy, França

  - Subfamília †Phoberocyoninae
    - Gênero †Phoberogale - Oligoceno superior
      - Phoberogale bonali
      - Phoberogale ginesticus (Kuss, 1962)  (=Cephalogale ginesticus)
      - Phoberogale depereti (Viret, 1929) (=Cephalogale depereti)

    - Gênero Phoberocyon Ginsburg, 1955
      - Phoberocyon hispanicus Ginsburg e Morales, 1998 - Mioceno Inferior (MN3a), Loranca, Espanha
      - Phoberocyon dehmi (Ginsburg, 1955) - Mioceno Inferior (MN3a)
      - Phoberocyon aurelianensis (Mayet, 1908) - MN3b
      - Phoberocyon youngi - Shanwan, Shandong
      - Phoberocyon johnhenryi (White, 1947) - EUA
      - Phoberocyon huerzeleri Ginsburg, 1955

    - Gênero Plithocyon Ginsburg, 1955
      - Plithocyon bruneti Ginsburg, 1980 - Mioceno Inferior (MN3a)
      - Plithocyon conquense Ginsburg e Morales, 1998 - MN4
      - Plithocyon antunesi Ginsburg e Morales, 1998
      - Plithocyon armagnacensis Ginsburg, 1955  (MN5b a MN8)
      - Plithocyon barstowensis (Frick, 1926)
      - Plithocyon ursinus (Cope, 1875) (=Hemicyon ursinus)

  - Subfamília Hemicyoninae Frick, 1926
    - Gênero Cephalogale Jourdan, 1862
      - Cephalogale geoffroyi Filhol, 1879 - Quercy
      - Cephalogale sp. - Oligoceno Inferior, Saint Jacques, Nei Mongol, China
      - Cephalogale sp. - Eoceno Superior, Formação Nadu, China
      - Cephalogale gracile
        - C. g. gracile - MN2, Montaigu, França
        - C. g. ursinus - MN 1, Paulhiac, França

      - Cephalogale brevirostris

    - Gênero Zaragocyon Ginsburg e Morales, 1995
      - Zaragocyon daamsi Ginsburg e Morales, 1995 - Mioceno Inferior (MN 2), Cetina de Aragón, Espanha

    - Gênero Hemicyon Lartet, 1851
      - Hemicyon gargan Ginsburg e Morales, 1998  - Mioceno Inferior (MN3a)
      - Hemicyon stehliniMN4b+5
      - Hemicyon sansaniensis Lartet, 1851
        - H. s. parvus Antunes e Ginsburg, 1995 - MN5b
        - H. s. sansaniensis Lartert 1851 - MN6

      - Hemicyon goeriachensis - MN6+7
      - Hemicyon teilhardi
      - Hemicyon mayorali Astibia, Morales e Ginsburg, 2000

    - Gênero Dinocyon Jourdan, 1861
      - Dinocyon thenardi Jourdan, 1861